# Piero Casucci
Piero Casucci (Roma, 1918 – Roma, 21 aprile 1993) è stato un giornalista e scrittore italiano.

## Biografia
Nato a Roma da genitori originari di Cortona e San Gimignano, è stato tra i più noti e prolifici giornalisti e storici dell'automobilismo sportivo italiano nel XX secolo.
Dopo la gavetta in testate minori, venne notato da Giovanni Canestrini che lo chiamò a far parte della redazione dell'organo ufficiale dell'ACI L'Automobile, ove rimase fino a metà degli anni 1950, passando poi alla rivista Quattroruote.
Contestualmente entrò in RAI, per la quale il 13 settembre 1953 (in piena epoca di trasmissioni televisive sperimentali) commentò la ripresa diretta parziale del Gran Premio d'Italia, diventando il primo telecronista di Formula 1 nella storia della televisione italiana. Negli anni successivi continuò a commentare le gare (la cui ripresa si fece via via integrale) e a realizzare servizi per il Telegiornale e altri programmi, venendo posto a capo di una specifica "sottoredazione" dedicata ai motori; dalla metà degli anni 1960 lo affiancò nelle telecronache Mario Poltronieri, che successivamente ne prese il posto.
Esaurita l'esperienza televisiva, dal 1974 al 1993, anno della sua scomparsa, scrisse per La Stampa di Torino; pubblicò inoltre una serie di volumi sull'automobilismo per i tipi di Arnoldo Mondadori Editore, tra i quali Enciclopedia della formula 1 ed Enzo Ferrari 50 anni di automobilismo.
Morì a Roma il 21 aprile 1993.

## Opere
- Piero Casucci e Tommaso Tommasi, 25 anni di Formula 1, Milano, Arnoldo Mondadori, 1975.
- Piero Casucci e Tommaso Tommasi, La storia delle Ferrari Alfa Romeo Campioni del mondo, Milano, Arnoldo Mondadori, 1975.
- Piero Casucci, Guida alle automobili d'oro, Milano, Arnoldo Mondadori, 1978.
- Piero Casucci, Jaguar, il fascino di un nome, Roma, Litostilgraf, 1979.
- Piero Casucci, Enzo Ferrari: 50 anni di automobilismo, Milano, Arnoldo Mondadori, 1980.
- Piero Casucci, Guida alle macchine da corsa, Milano, Arnoldo Mondadori, 1980.
- Piero Casucci, Enciclopedia della Formula 1, Milano, Arnoldo Mondadori, 1980.
- Piero Casucci, L'automobile a motore diesel: la storia, la tecnica, i modelli, la manutenzione, la convenienza, tutti i perché, Milano, Arnoldo Mondadori, 1982.
- Piero Casucci, Ferrari: uomo, macchine, Milano, Automobilia, 1983.